# На секретній службі Її Величності (фільм)
«На секретній службі Її Величності» (англ. On Her Majesty's Secret Service) — 6-й фільм про англійського суперагента Джеймса Бонда. Екранізація однойменної новели Яна Флемінга.

## Сюжет
Переслідуючи свого старого ворога, керівника і «номера першого» терористичної організації СПЕКТР, Блофельда, агент британської спецслужби МІ-6 Джеймс Бонд опиняється в Португалії, де він шалено закохується в надзвичайно гарну дівчину Терезу (Трейсі) де Вісензо, дочку короля злочинного світу Марка-Енга Драко. Бонда хапають люди Драко і привозять до боса. Але Драко просить Бонда лише про одне: одружитись із його дочкою. В обмін на це він пропонує надати інформацію про Блофельда. Дізнавшись про плани батька, Трейсі вимагає, щоб той розповів Бондові все, що його цікавить, без жодних умов. Використовуючи отриману інформацію, Бонд виявляє секретну лабораторію в Альпах, замасковану під приватну клініку, де Блофельд розробляє новий смертоносний вірус, здатний знищити все людство. 007 проникає в цю лабораторію під виглядом генеалогіста, який повинен зафіксувати статус Блофельда як графа. Незабаром Бонда викривають, але йому вдається втекти. У цьому йому допомагає Трейсі, проте сама потрапляє до рук людей Блофельда. У МІ-6 «M» повідомляє Бондові, що прем'єр-міністр вирішив дати викуп Блофельдові, замість того, щоб послати агентів знищити його. Тоді Бонд вирішує за допомогою Драко самостійно розгромити лабораторію Блофельда і знищити його. Зірвати плани СПЕКТРа вдається, але вбити Блофелда — ні. До фіналу фільму Бонд остаточно закохується в Трейсі і просить її про шлюб. Бонд і Тереза справляють весілля. Та тільки молодята виїжджають з місця весілля, на них нападають скалічений Блофельд і його спадкоємиці. Бонд залишається живим, але його молода дружина гине.

## В ролях
- Джордж Лейзенбі — Джеймс Бонд
- Діана Рігг — Трейсі ді Вічензо (Трейсі Бонд)
- Теллі Савалас — Ернст Ставро Блофельд
- Габріел Ферзетті — Марк-Енґ Драко
- Ілс Степпат — Ірма Бант
- Лоїс Максвелл — Міс Маніпенні
- Джордж Бейкер — Сер Гіларі Брей
- Бернард Лі — M
- Десмонд Ллевелін — Q
- Анджела Сколер — Рубі Бартлетт
- Кетрін Шелл — Ненсі
- Бернард Хосфелл — Кемпбелл
- Юрій Боренко — Ґюнтер
- Джоанна Ламлі — Англійська дівчина
- Джулі Едж — Скандинавська дівчина